# María Luisa Casar Castañedo
María Luisa Casar Castanedo (26 de junio de 1929, Cantabria, Marina de Cudeyo, Rubayo, España - 21 de diciembre de 2023, Caracas, Venezuela) fue una activista venezolana de origen español. Perteneció a la Congregación de las Esclavas de Cristo Rey y Laicos. Fue fundadora y directora de la Unidad Educativa Jenaro Aguirre Elorriaga, ubicado en el Barrio 24 de Marzo, de la parroquia Petare en Caracas, Venezuela.
Crea en 1997, la Fundación Madre María Luisa Casar organización venezolana, no gubernamental y sin fines de lucro para atender a 400 niños cada año, ofreciendo: educación, alimentación y salud. Promueve y ejecuta programas para la formación de niños, niñas y jóvenes desescolarizados, a la comunidad y a la familia, apoyándolos y brindándoles una educación integral de calidad.

## Fundación Madre María Luisa Casar
La Fundación Madre María Luisa Casar lleva una Misión que día a día se fraguan proyectos para el beneficio de la comunidad una de ellos la Escuela Básica Jenaro Aguirre que atiende actualmente a más de 400 niños y niñas, desde la Educación Inicial (Preescolar), I y II Etapa de Educación Básica y un aula Alternativa que prepara a los niños jóvenes que están fuera del Sistema Educativo Regular, incorporándolos al sistema formal; el dispensario que atiende a la población estudiantil y las comunidades aledañas, donde se ofrecen servicios de medicina general, pediatría, ginecología y obstetricia además de atención odontológica.
A la población estudiantil se le realiza una evaluación exhaustiva a nivel antropométrico, para evidenciar el estado nutricional de la estudiantes. De allí nace el Proyecto "Salud Escolar. Niño Sano" atiende a todos los niños de la escuela a través del comedor escolar, brindándoles merienda "Un vasito de leche" y almuerzo balaceado. Si esto no fuera poco se realiza un seguimiento pediátrico y odontológico.